# Історія освоєння мінеральних ресурсів Франції

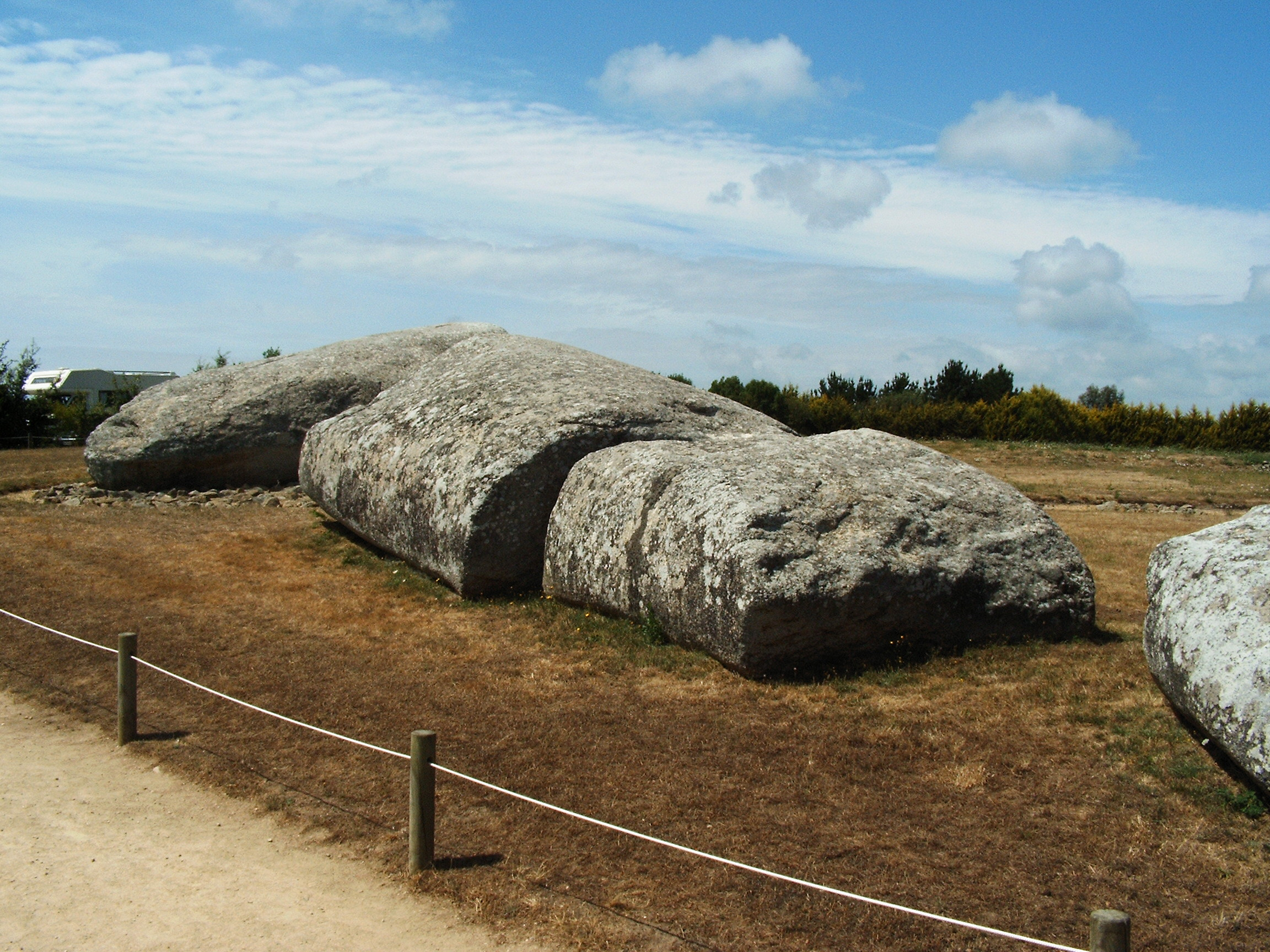
Розбитий менгір Ер Граха (Локмаріаке)

Франція. Міднопереробне виробництво (XIX ст.)

Історія освоєння мінеральних ресурсів Франції

## Історія
Використання каменя для виготовлення знарядь праці на території сучасної Франції мало місце вже близько 700—500 тис. років тому. Кременеві і кварцитові вироби цього часу виявлені на стоянці палеолітичної людини в Терра-Амата (Ніцца). До пізнішого часу належать знамениті стоянки Леваллуа: печера Ле-Мустьє дала назву культурі раннього палеоліту Мустьє (100-40 тис. років тому), інші стоянки своїми назвами відобразили фази розвитку пізнього палеоліту (40 — 12 тис. років тому).
Початок регулярних гірничих робіт з використанням шахт глибиною до 10-15 м та штолень збігається в основному з епохою неоліту (V — III тис. до н.е). Сліди сотень гірничих об'єктів цього часу виявлені в понад 50 районах Франції. Значні центри древнього видобутку кременю відмічаються в межиріччі Сени і Сомми, в долині річки Ларг (Східні Альпи), поблизу Меца та біля Ле-Гран-Пресіньї (річка В'єнна, департаменти Ендр і Луара). Вироби з кременю розходилися по всій країні, а також за її межі, аж до Північної Німеччини. Для проходження виробок застосовувався метод випалення. Порода відбивалася за допомогою кам'яних молотів і рогових кайл та клинів. Колекції цих інструментів зібрані при розкопках древніх виробок в Нуантеле, Ле-Гран-Пресіньї, Сен-Мішелі, Мюр-де-Барре.
У IV — III тис. до н.е починається широкомасштабний видобуток каменя для численних культових (мегалітичних) споруд. У Нормандії зустрічаються багатотонні менгіри — кам'яні стовпи. Найбільший з них — менгір Ер Граха (муніципалітет Локмаріаке) — важить близько 330 т і сягав у висоту 23 м. А деякі з кам'яних стовпів з'являються під час морського відпливу у затоці Байє де Трепассе. Час їх встановлення — ще до глобального підняття рівня моря на цьому узбережжі Нормандії. У Карнаку, провінція Бретань на півночі Франції збереглися інші мегалітичні споруди давнини — кам'яні алеї з 11 рядів менгірів завдовжки понад 1 км кожний. Висота менгірів — 4-0,6 м.
Перша мідь з'являється на території Франції приблизно в IV — III тис. до н.е Рудні джерела для її виплавки не визначені. На початку II тис. до н.е зрідка починають вживати мідно-арсенові сплави й олов'яну бронзу. З XVI ст. до н.е кількість бронзових виробів різко зростає (олов'яна руда постачалася, ймовірно, з англійського Корнуолла та Іберійського півострова). Залізні знаряддя порівняно широко розповсюджуються в першій чверті I тис. до н.е
Кам'яне будівництво міст досягає особливого розвитку після завоювання Ґалії Римом у І ст. до н.е Великі кар'єри тих часів поблизу Німа (вапняки, пісковики) та Сен-Беа й Кампана (мармури) збереглися до сьогодні. В часи Римської імперії розроблялися виявлені в понад 50 районах Франції. Значні центри древнього видобутку кременю відмічаються в межиріччі Сени і Сомми, в долині річки Ларг (Східні Альпи), поблизу Меца та біля Ле-Гран-Пресіньї (річка Вьєнна, департаменти Ендр і Луара). Вироби з кременю розходилися по всій країні, а також за її межі, аж до Північної Німеччини. Для проходження виробок застосовувався метод випалення. Порода відбивалася за допомогою кам'яних молотів і рогових кайл та клинів. Колекції цих інструментів зібрані при розкопках древніх виробок в Нуантеле, Ле-Гран-Пресіньї, Сен-Мішелі, Мюр-де-Барре.
Після відкриття в 1878 р. томасівського процесу активно розробляють поклади фосфористих залізних руд Лотарингії. Видобуток залізної руди зріс з 714 тис. т у 1833 р. до 7 млн т в 1904 р. Видобуток вугілля також збільшився з 1 млн т у 1820 р. до 30 млн т в 1897 р. вугілля добувалося в басейні Сент-Етьєн, а в кінці XIX ст. — в басейні Hop-Па-де-Кале. У середині XIX ст. виробляли близько 900 т міді, 200 т свинцю, невелику кількість сурми, сіль, добували торф, будівельні матеріали. В XX ст. активно вівся видобуток вугілля, нафти, газу, залізних і уранових руд, бокситів. Основою гірничої галузі у XX ст. традиційно були залізорудна і вугільна пром-сть, які конкурували з високорентабельною промисловістю нових країн-постачальників (Австралії, Канади, Бразилії та ін.). Однак, за останні десятиріччя обсяг видобутку корисних копалин у Франції суттєво знизився в основному через іноземну конкуренцію.
У кінці XX ст. Франція серед країн Західної Європи займає провідне місце за запасами урану, залізної руди, літію, ніобію, танталу. Розвідані значні запаси бокситів, золота, олова, флюориту, бариту, тальку та ін. Країна займає 6-е місце у світі (після Китаю, Мексики, ПАР, Монголії і Росії) за загальними запасами флюориту (4,4 %) і 6-е місце за підтвердженими запасами.

## Сучасність
В останні десятиліття XX ст. Франція забезпечувала 20 % видобутку арсену, 15 % діатоміту, 8-9 % гіпсу, 6-7 % калійних солей, 5-6 % флюориту, польового шпату, 4-5 % брому, тальку, 0,8 % руд цинку серед країн Заходу. Частка гірничодобувної галузі у ВВП з урахуванням продукції галузей, які переробляють мінеральну сировину становить 10 %. Переважає підземний спосіб видобутку копалин (90 % підприємств).
Вища національна школа гірничої справи заснована в Парижі у 1783 р., у 1816 р. починає роботу Гірничий інститут в Сент-Етьєні. Геологів готує Національний політехнічний інститут Лотарингії (Нансі, 1970 р.).